# Salim, Nablus

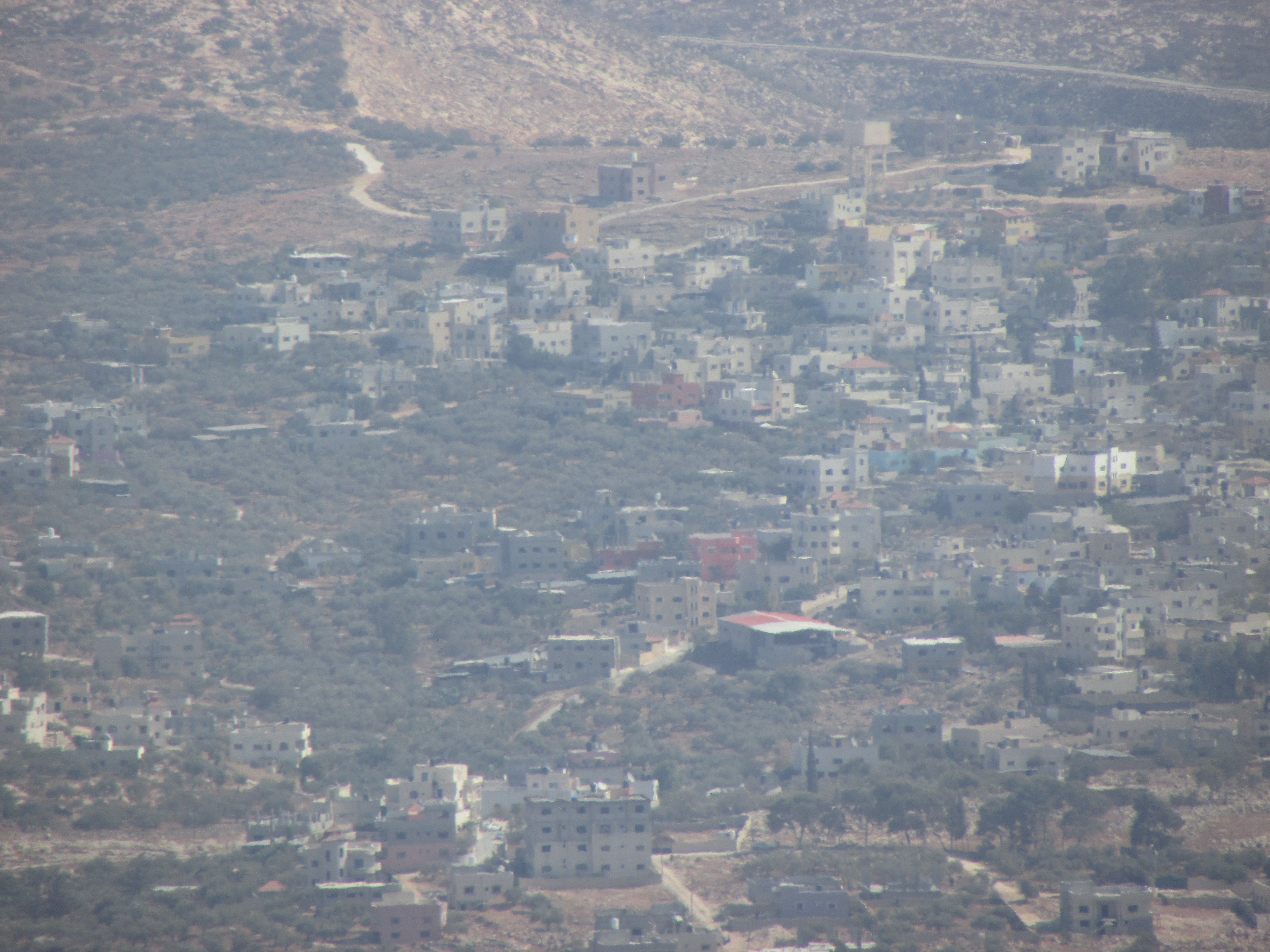
Salim från Mount Ebal.

Salim (hebreiska: סאלם; arabiska: سالم) är en stad på norra Västbanken, som ligger 6 km öster om Nablus och ingår i Nablus guvernement. Närliggande städer är Deir al-Hatab i nordväst, Balata i väster och Beit Furik i söder. Enligt den palestinska centralbyrån för statistik (PCBS) hade Salim en befolkning på 5 511 invånare år 2007.